# Reaumuria alternifolia
Reaumuria alternifolia är en tamariskväxtart. Reaumuria alternifolia ingår i släktet Reaumuria och familjen tamariskväxter.

## Underarter
Arten delas in i följande underarter:
- R. a. alternifolia
- R. a. panjgurica